# خواكين سوريانو
خواكين سوريانو (بالإسبانية: Joaquín Soriano)‏ هو عازف بيانو إسباني، ولد في 1941.

## وصلات خارجية
- خواكين سوريانو على موقع ميوزك برينز (الإنجليزية)